# Kazimierz Górski

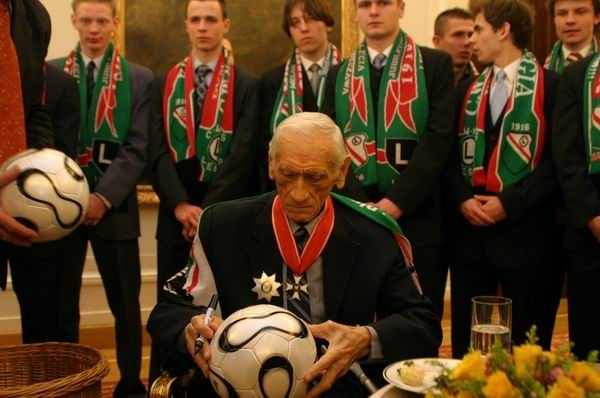
Kazimierz Górski podpisujący piłkę mistrzostw świata podczas ceremonii odznaczenia w 2006

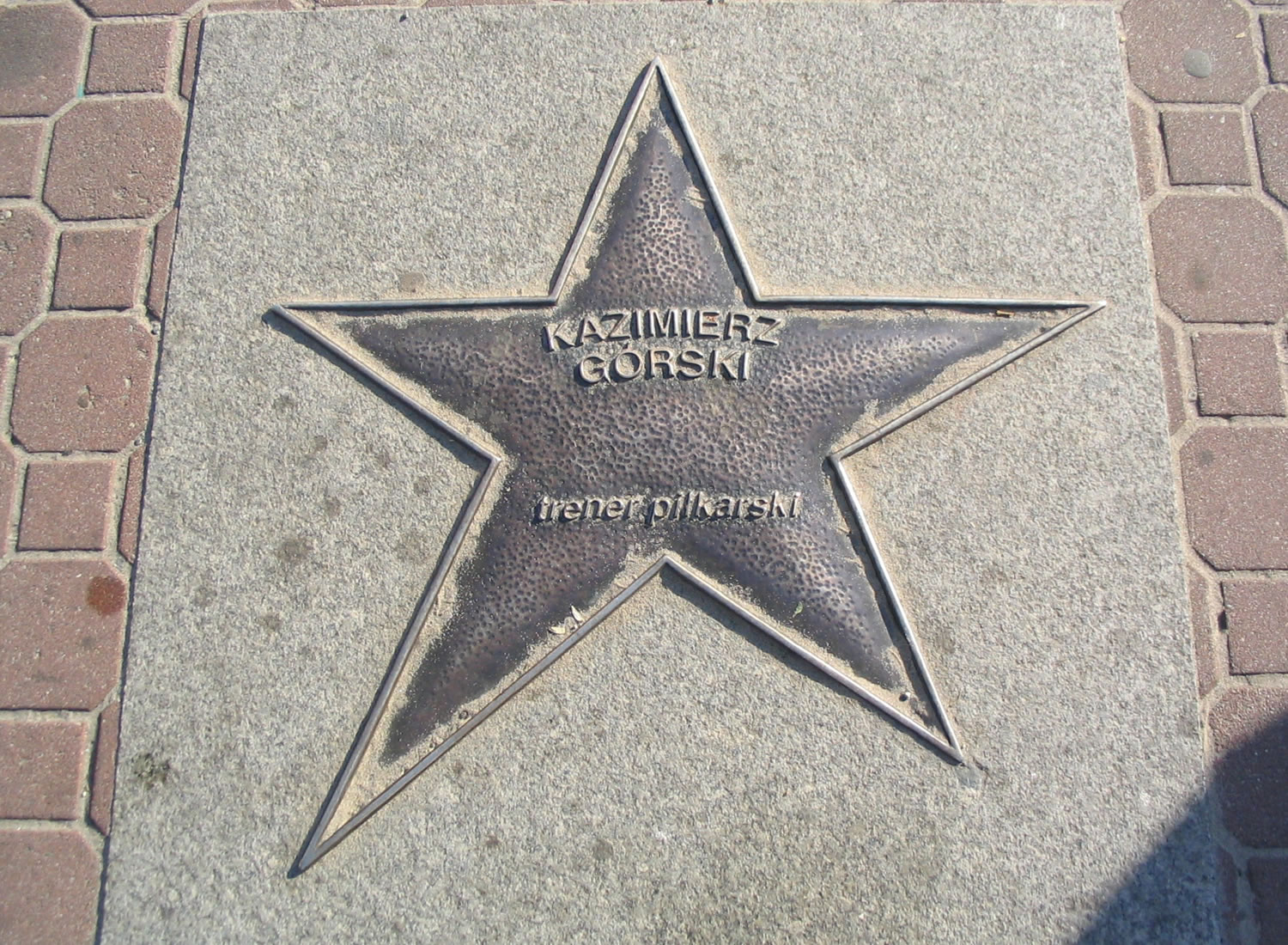
Gwiazda Kazimierza Górskiego w alei Gwiazd Sportu we Władysławowie

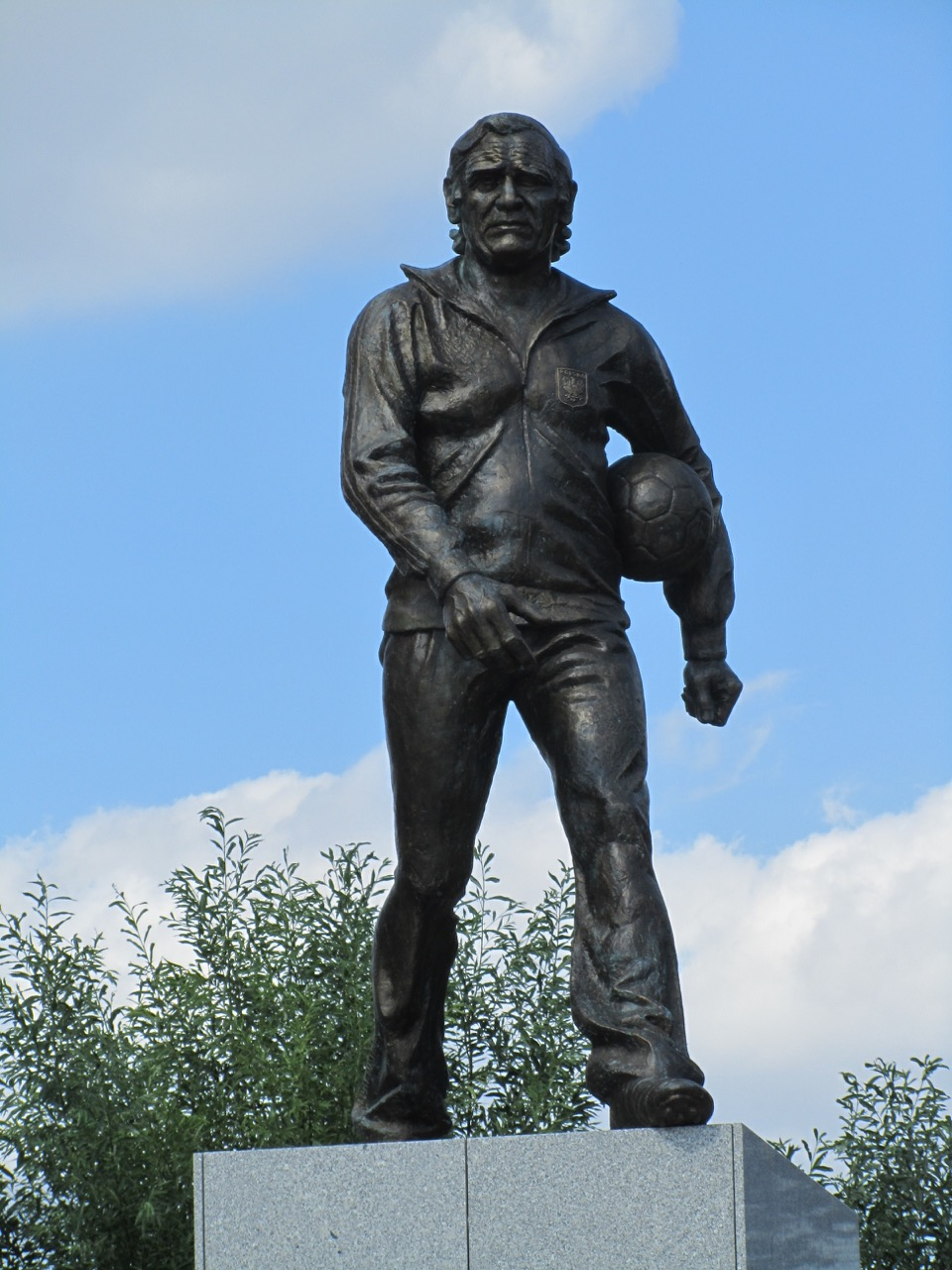
Pomnik Kazimierza Górskiego przy Stadionie Narodowym

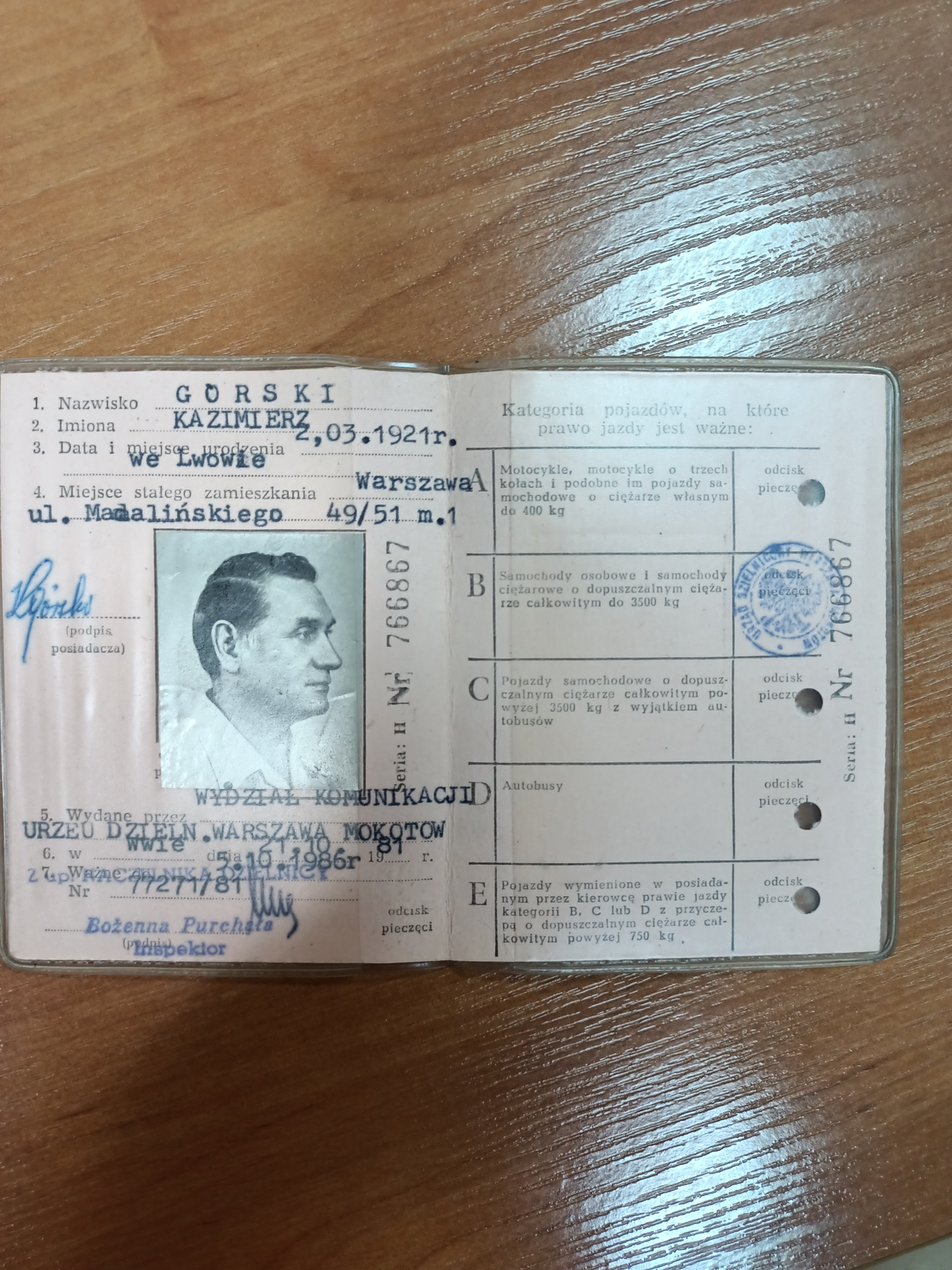
Prawo jazdy Kazimierza Górskiego

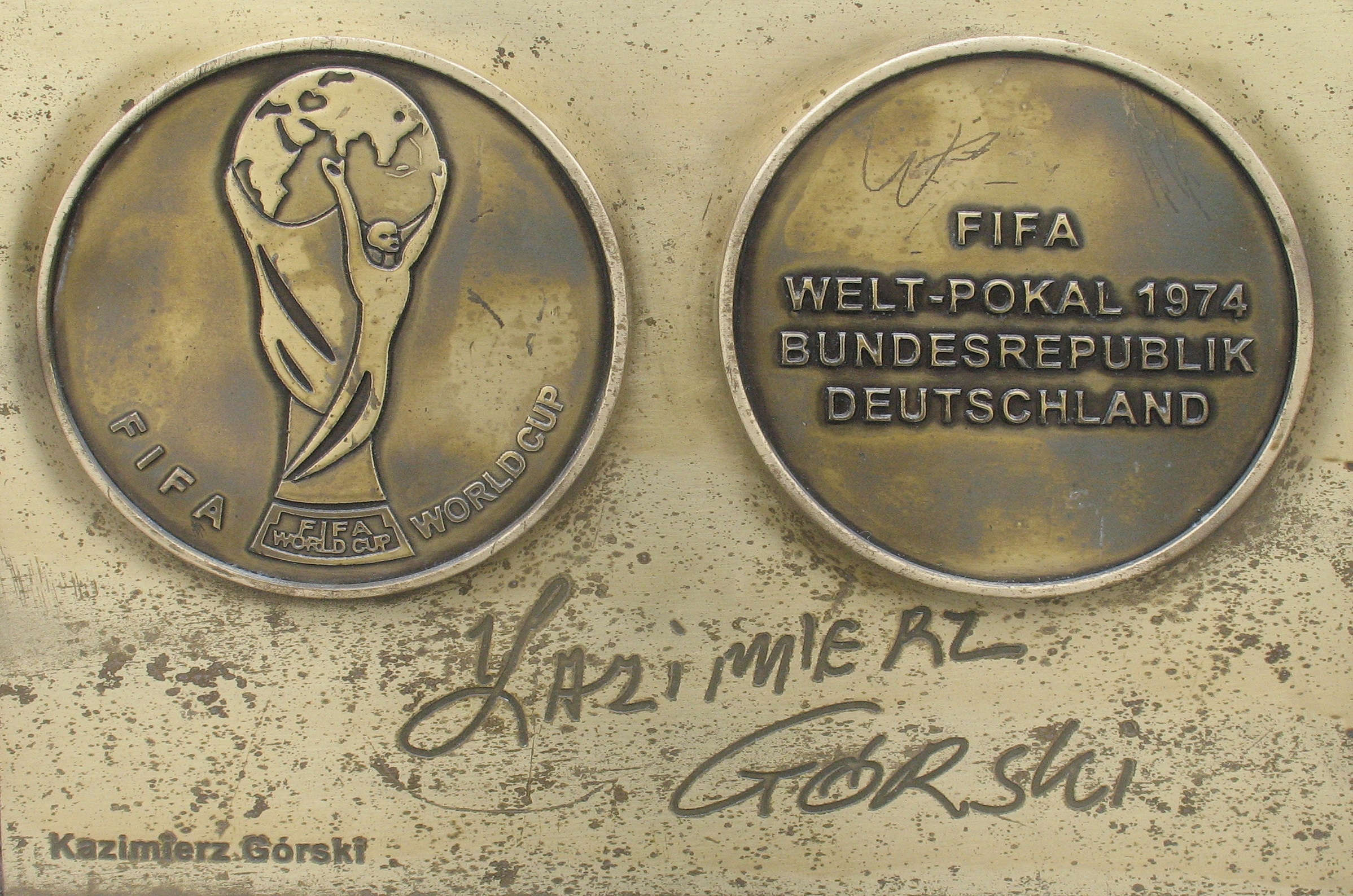
Kopia medalu i autograf K. Górskiego w Alei Gwiazd Sportu w Dziwnowie

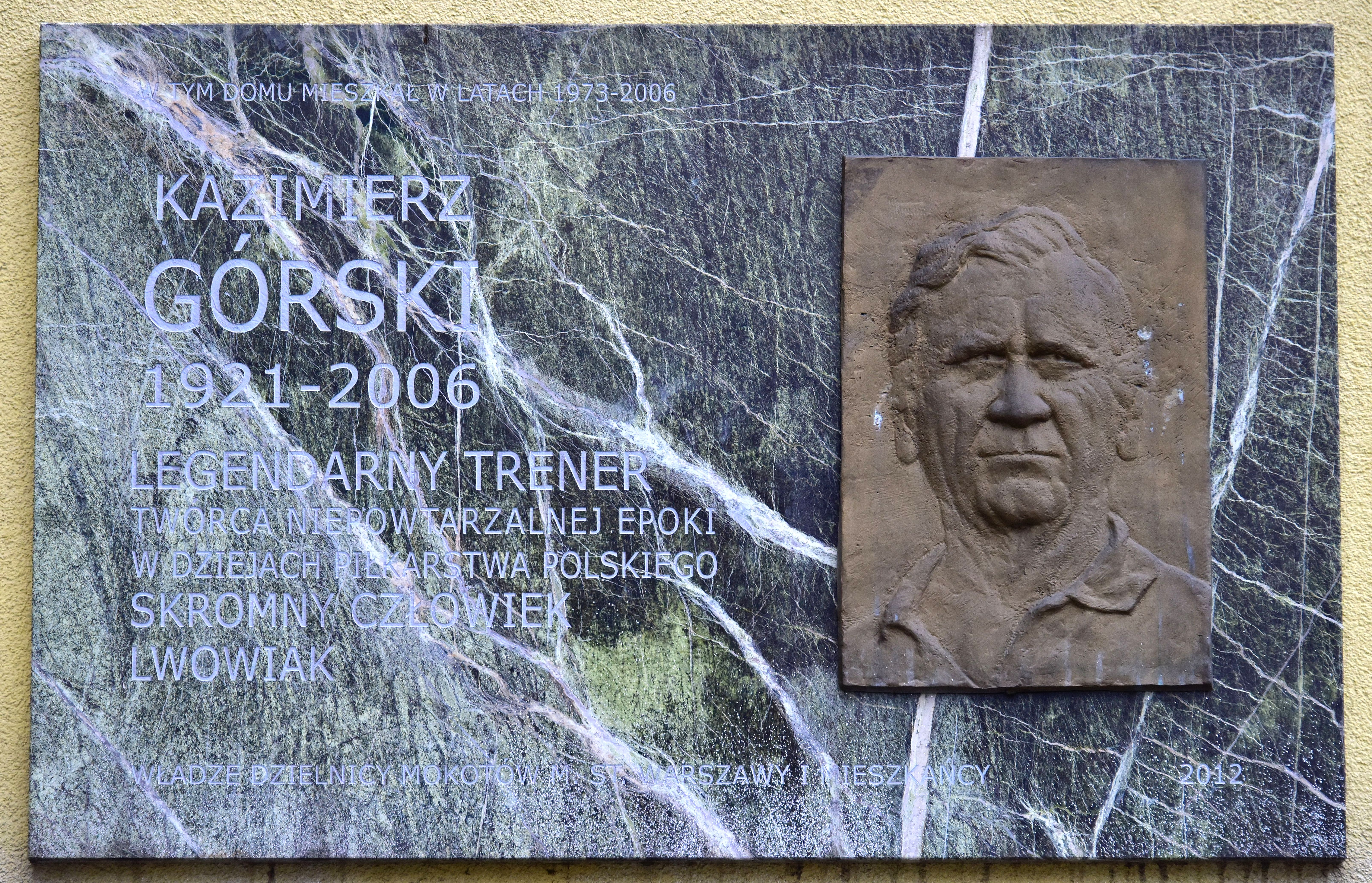
Tablica pamiątkowa przy ul. Madalińskiego 49/51 Warszawie

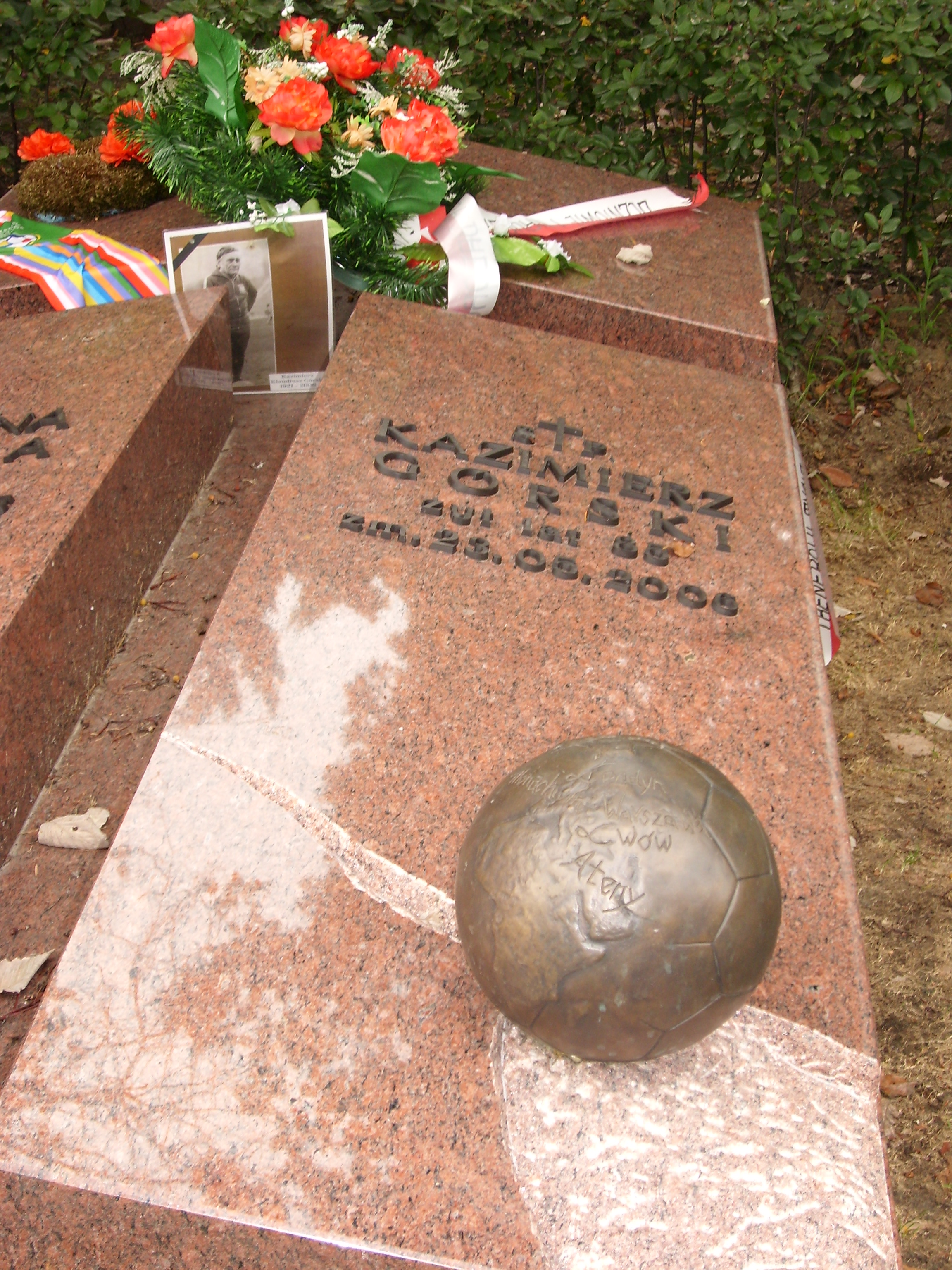
Grób Kazimierza Górskiego na cmentarzu Wojskowym na Powązkach w Warszawie

Kazimierz Klaudiusz Górski (ur. 2 marca 1921 we Lwowie, zm. 23 maja 2006 w Warszawie) – polski piłkarz grający na pozycji napastnika, reprezentant kraju, trener i działacz piłkarski.

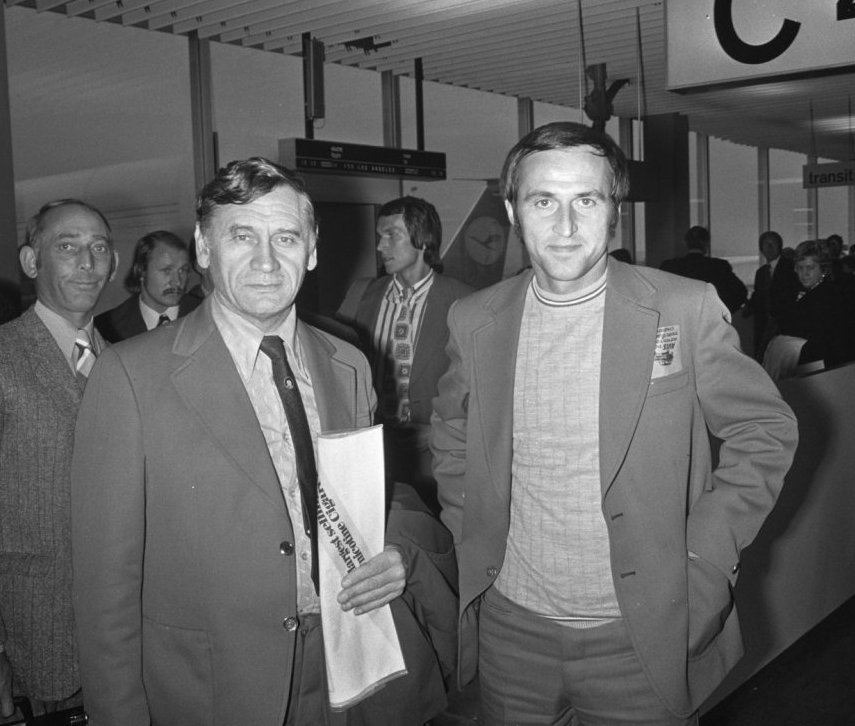
Kazimierz Górski i Jan Domarski (1973)

Jako piłkarz dysponował świetnym dryblingiem. Ze względu na drobną sylwetkę i wdzięczne ruchy uzyskał przydomek „Sarenka”. Jego styl gry porównywano do stylu gry napastnika Ruchu Chorzów i reprezentacji Polski – Ernesta Wilimowskiego, którego Górski uważał za swój wzór do naśladowania w tamtych czasach.
W latach 1966 i 1970–1976 był selekcjonerem reprezentacji Polski, którą doprowadził do triumfu na igrzyskach olimpijskich w 1972 w Monachium oraz finału igrzysk olimpijskich w 1976 w Montrealu, a także zajęcia 3. miejsca na mistrzostwach świata 1974 w Niemczech Zachodnich. Następnie prowadził kluby w Grecji, m.in. Panathinaikos AO i Olympiakos SFP – z obydwoma wywalczył mistrzostwo kraju. Od 1986 zasiadał we władzach PZPN, w latach 1991–1995 był jego prezesem.
Ze względu na duże osiągnięcia z reprezentacją Polski nazywany jest „trenerem tysiąclecia”. W plebiscycie Piłki Nożnej został uznany najlepszym polskim trenerem XX wieku. Uhonorowany najwyższym odznaczeniem przyznawanym przez UEFA – Rubinowym Orderem Zasługi (Order of Merit in Ruby).

## Życiorys
Urodził się i wychował we lwowskiej dzielnicy Bogdanówka w rodzinie robotniczej na ulicy Gródeckiej 83. Jego ojciec, Maksymilian, pracował w warsztatach kolejowych, angażował się w działalność sportową i polityczną, był obrońcą Lwowa w 1918, członkiem Polskiej Partii Socjalistycznej i piłsudczykiem, natomiast matka, Zofia z domu Petryst, zajmowała się domem. Był najstarszym z siedmiorga rodzeństwa, miał dwóch braci: Jana (ur. 1928), Bolesława (ur. 1930) i cztery siostry: Jadwigę (ur. 1924), Helenę (ur. 1925), Annę (ur. 1926) i Łucję (ur. 1933). Przed wojną ukończył technikum mechaniczne. Po zajęciu Lwowa przez Armię Czerwoną pracował jako mechanik w spółdzielni pracy. W czasie okupacji niemieckiej pracował w warsztatach kolejowych. Po ponownym zajęciu przez Rosjan zgłosił się na ochotnika do wojska polskiego, zaś rodzina wyjechała do Szczecina. W 1944 służył w 8 Zapasowym Pułku Piechoty stacjonującym w Majdanku, a następnie w 1 Zapasowym Pułku Piechoty, z którym dotarł do Warszawy. W 1946 zakończył służbę wojskową i podjął pracę w izbie skarbowej. Pracował tam przez kilka miesięcy. Od 1951 zatrudniony był na etacie w Legii Warszawa.
W styczniu 1948 wziął ślub cywilny z warszawianką Marią Stefańczak (ur. 5 października 1919, zm. 22 kwietnia 2005), a w 1962 para wzięła ślub kościelny. Mieli dwoje dzieci: syna Dariusza (ur. 1953, fotoreporter, związany m.in. z tygodnikiem „Piłka Nożna“) oraz córkę Urszulę (ur. 1956, trenerka łyżwiarstwa figurowego, zamieszkała w Grecji).

## Kariera piłkarska
Karierę piłkarską rozpoczął w 1935 w RKS Lwów, w którym zadebiutował w seniorskich rozgrywkach w 1937 (w meczu z Junakiem Drohobycz) i występował do 1939. Następnie reprezentował barwy Spartaka Lwów (1939–1941), Dynama Lwów (1944). W 1945 został zawodnikiem Legii, w barwach której rywalizował w sezonie 1946/1947 w eliminacjach międzyokręgowych i krajowych o wejście do I ligi. W drugiej fazie eliminacji rozegrał osiem spotkań i zdobył dziewięć goli.
W 1946 w meczu z reprezentacją MO odniósł ciężką kontuzję, po której długo dochodził do zdrowia. 14 marca 1948 zadebiutował w ekstraklasie w wygranym 3:1 meczu u siebie z Polonią Bytom, a 11 kwietnia 1948 w wygranym 2:1 meczu u siebie z Wartą Poznań strzelił swoją pierwszą bramkę. Ostatni mecz ligowy rozegrał 9 sierpnia 1953 w zremisowanym 1:1 meczu wyjazdowym z Lechem Poznań, w którym w 65. minucie zmienił Andrzeja Cehelika. Łącznie rozegrał 81 meczów ligowych, w których strzelił 34 gole.

### Kariera reprezentacyjna
W reprezentacji Polski rozegrał jeden mecz, 26 czerwca 1948 w Kopenhadze. Polski zespół pod wodzą selekcjonera Zygmunta Alfusa rozegrał mecz towarzyski z reprezentacją Danii, który zakończył się porażką Biało-Czerwonych 0:8, a Górski w 34. minucie został zmieniony przez Józefa Kohuta.

### Mecze w reprezentacji
| Lp. | Data       | Miasto           | Rywal | Wynik | Rozgrywki  |
| --- | ---------- | ---------------- | ----- | ----- | ---------- |
| 1.  | 26.06.1948 | Kopenhaga, Dania | Dania | 0−8   | towarzyski |

## Kariera trenerska
Górski ukończył kurs trenerski w Wyższej Szkole Wychowania Fizycznego w Krakowie w 1952, a później studia w Akademii Wychowania Fizycznego we Wrocławiu w 1980. Jeszcze jako aktywny zawodnik prowadził rezerwy Legii. W latach 1952–1953 był instruktorem na wakacyjnych centralnych obozach juniorów. W 1953 został asystentem pierwszego trenera Legii, Wacława Kuchara. W 1954 został samodzielnym trenerem Marymontu Warszawa. Następnie w latach 1955–1959 trenował reprezentację Polski U-19. W latach 1959 oraz 1960–1962 kierował Legią, z którą zdobył wicemistrzostwo Polski (1960) oraz zajął 3. miejsce w ekstraklasie (1961). W latach 1961–1962 był trenerskim konsultantem w Stali Kraśnik. Potem był trenerem Lublinianki (1963–1964), Gwardii Warszawa (1964–1966), reprezentacji młodzieżowej do lat 23 (1966–1970) oraz w 1973 ŁKS Łódź. W latach 1957–1970 wielokrotnie współpracował z selekcjonerami reprezentacji A. W 1970 został konsultantem w Motorze Lublin.

### Trener reprezentacji
Kazimierz Górski w 1966 wraz z Klemensem Nowakiem i Antonim Brzeżańczykiem współprowadził jako trener reprezentację Polski w trzech meczach: towarzyskim z NRD (0:2) oraz Luksemburgiem (4:0) i Francją (1:2) w ramach eliminacji mistrzostw Europy 1968.
W grudniu 1970 został samodzielnym trenerem, zastępując na stanowisku Ryszarda Koncewicza. Decyzja o powierzeniu prowadzenia reprezentacji Polski Górskiemu była dla wielu zaskoczeniem. Jako trener kadry zadebiutował 5 maja 1971 w Lozannie w wygranym 4:2 meczu towarzyskim ze Szwajcarią. Reprezentacja pod wodzą Górskiego osiągnęła największe sukcesy w swojej historii: triumf w turnieju olimpijskim 1972 w Monachium po zwycięstwie w finale 2:1 z Węgrami oraz 3. miejsce na mistrzostwach świata w 1974 w Niemczech po zwycięstwie w decydującym meczu 1:0 z Brazylią. Drużyna Górskiego dwukrotnie rywalizowała również w eliminacjach do ME (1972, 1976), nie udało jej się jednak awansować do turnieju finałowego. W 1976 Polska sięgnęła po srebrny medal na turnieju olimpijskim 1976 w Montrealu, co uznano w kraju za porażkę, a Górski po igrzyskach podał się do dymisji. Łącznie w latach 1966–1976 prowadził reprezentację Polski w 72 oficjalnych meczach (41 zwycięstw, 14 remisów, 17 porażek, bramki 138–66).

### Kariera w Grecji
Po zakończeniu pracy z reprezentacją wyjechał do Grecji trenować kluby tamtejszej ligi: Panathinaikos AO (1976–1978: mistrzostwo Grecji 1977, Puchar Grecji 1977, Puchar Bałkanów 1977), AGS Kastoria (1978–1980: Puchar Grecji 1980), Olympiakos SFP (1980–1981: mistrzostwo Grecji 1980 i 1981, Puchar Grecji 1981). W 1981 wrócił do Polski, by w latach 1981–1982 trenować po raz trzeci Legię Warszawa, po czym znów wyjechał do Grecji trenować Olympiakos (mistrzostwo 1983) oraz Ethnikos Pireus (1983–1985). W sezonie 1985/1986 był ponownie zatrudniony w Panathinaikosie (wg różnych źródeł jako pierwszy szkoleniowiec, asystent, dyrektor techniczny bądź doradca prezesa; zespół zdobył wtedy mistrzostwo i puchar).

## Działacz PZPN
Po zakończeniu kariery trenerskiej wrócił do Polski; od 1986 zasiadał we władzach PZPN. W latach 1987–1991 był wiceprezesem, a w latach 1991–1995 prezesem federacji. Od 1976 był członkiem honorowym, a od 3 lipca 1995 honorowym prezesem PZPN.

## Epizody polityczne
W okresie PRL był członkiem Polskiej Zjednoczonej Partii Robotniczej. W 1991 bezskutecznie ubiegał się o mandat senatora w wyborach parlamentarnych w 1991 z ramienia Zjednoczenia Chrześcijańsko-Narodowego. Również bez skutku kandydował w wyborach parlamentarnych w 1993 do Sejmu z listy Samoobrony RP jako członek Polskiej Partii Przyjaciół Piwa.

## Telewizja
W programie Za chwilę dalszy ciąg programu przedstawiał cykl „Księga przysłów polskich”. W 2006 komentował spotkania piłkarskie.

## Śmierć i pogrzeb
Zmarł 23 maja 2006 po długiej i ciężkiej chorobie nowotworowej w wieku 85 lat. 2 czerwca 2006 spoczął w Alei Zasłużonych na cmentarzu Wojskowym na Powązkach w Warszawie (A29-tuje-8). W pogrzebie Górskiego uczestniczyli m.in. prezydent Polski Lech Kaczyński, premier Polski Kazimierz Marcinkiewicz, prezydent FIFA Joseph Blatter. Mszę pogrzebową odprawił prymas Polski kard. Józef Glemp. Charakterystycznym elementem nagrobka jest wykonana z brązu piłka z nazwami najważniejszych dla niego miejsc (Lwów, Warszawa, Wembley, Monachium, Ateny).
Jego pamięć uczczono oficjalną minutą ciszy przed rozpoczęciem mistrzostw świata w 2006 w Niemczech.

## Sukcesy szkoleniowe

### Legia Warszawa
- Wicemistrzostwo Polski: 1960
- 3. miejsce w ekstraklasie: 1961
- 1/4 finału Pucharu Zdobywców Pucharów: 1982

### Reprezentacja Polski
- 3. miejsce w mistrzostwach świata: 1974
- Mistrzostwo olimpijskie: 1972
- Wicemistrzostwo olimpijskie: 1976

### Panathinaikos AO
- Mistrzostwo Grecji: 1977
- Puchar Grecji: 1977
- Puchar Bałkanów: 1977

### AGS Kastoria
- Puchar Grecji: 1980

### Olympiakos SFP
- Mistrzostwo Grecji: 1980, 1981, 1983
- Puchar Grecji: 1981

### Indywidualne
- Trener XX wieku w Polsce w plebiscycie Piłki Nożnej: 2000
- Super Wiktor: 2006
- Trener stulecia PZPN: 2019[26]

## Odznaczenia i wyróżnienia
- Krzyż Wielki Orderu Odrodzenia Polski – pośmiertnie (2006, za wybitne zasługi dla polskiego sportu)[27]
- Krzyż Komandorski z Gwiazdą Orderu Odrodzenia Polski (2006)[28]
- Krzyż Komandorski Orderu Odrodzenia Polski (1996)[29]
- Krzyż Kawalerski Orderu Odrodzenia Polski (1972)[30]
- Medal im. dr. Henryka Jordana
- Złota Odznaka PZPN (1972)[31]
- Złoty Medal Zasługi dla FIFA: 2001
- Doktor honoris causa AWFiS w Gdańsku (2003)[32]
- Rubinowy Order Zasługi UEFA (Order of Merit in Ruby) – pośmiertnie (2006)[33]
- Honorowy obywatel: Lwowa, Płocka, Lubaczowa i Reszla[34]

## Upamiętnienie

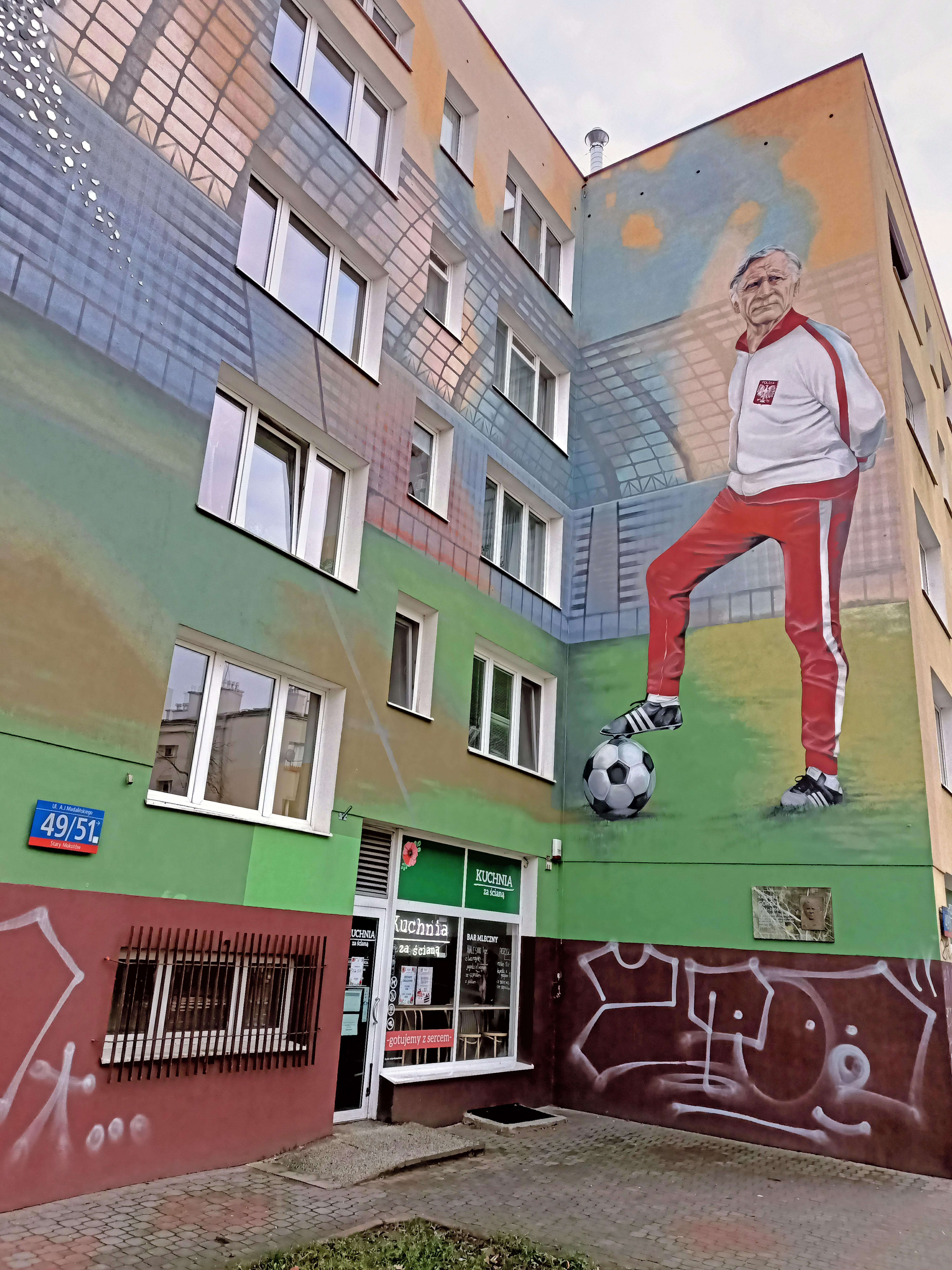
Mural Kazimierza Górskiego na ścianie domu, w którym mieszkał

- Imię Kazimierza Górskiego przyjęto jako patronat dla następujących obiektów:
  - Stadion w Dusznikach-Zdroju – pierwszy stadion jego imienia (od 2003)
  - Szkoła podstawowa w Wierzbicy
  - Szkoła Mistrzostwa Sportowego w Łodzi
  - Ośrodek Przygotowań Piłkarskich w Straszęcinie
  - Zespół Szkół Mechanicznych nr 2 w Krakowie
  - Stadion Wisły Płock
  - Stadion Hetmana Byczyny w Byczynie
  - Ulica przy AWFiS w Gdańsku
  - Ulica przy Hali Mistrzów we Włocławku
  - Ulica przy hali sportowej w Gdyni
  - Zespół Szkół w Dobrczu
  - Gimnazjum w Resku
  - Gimnazjum w Bolechowo-Osiedle
  - Gimnazjum w Poraju
  - Gimnazjum w Burkacie
  - Gimnazjum nr 5 w ZS nr 4 w Tychach
  - Gimnazjum w Rojewie
  - Szkoła Podstawowa w Lejkowie
  - Rondo w Gniewinie
  - Hala sportowa w Reszlu
  - Hala sportowa w Drzemlikowicach
  - Szkoła Podstawową nr 37 w Białymstoku
  - Publiczne Gimnazjum w Widuchowej
- W 2007 powstała Fundacja im. Kazimierza Górskiego z siedzibą w Warszawie, na czele której od 2012 stoi Janusz Jesionek[35].
- W styczniu 2008 w Rzeszowie odsłonięto pomnik upamiętniający Kazimierza Górskiego wykonany w formie piłki z inskrypcjami stanowiącymi cytaty trenera: „Piłka jest okrągła, a bramki są dwie. Albo my wygramy, albo oni”[36].
- 28 czerwca 2012 Sejm RP przez aklamację przyjął uchwałę wzywającą do nadania Stadionowi Narodowemu w Warszawie imienia Kazimierza Górskiego:

Sejm, wyrażając wdzięczność i szacunek Kazimierzowi Górskiemu, najwybitniejszemu trenerowi w historii polskiej piłki nożnej, wnioskuje o nazwanie jego imieniem Stadionu Narodowego w Warszawie.

- 29 czerwca 2012 na budynku przy ulicy Madalińskiego 49/51 w Warszawie, w którym w latach 1973–2006 mieszkał Górski, odsłonięto tablicę pamiątkową[37].
- W 2014 Poczta Polska wyemitowała upamiętniający Kazimierza Górskiego znaczek pocztowy o nominale 2,35 zł należący do serii „Wybitni polscy trenerzy”[38].
- 26 marca 2015 pod Stadionem Narodowym w Warszawie odsłonięto brązowy pomnik Kazimierza Górskiego[39].
- 13 grudnia 2020 rozpoczął kursowanie pociąg TLK „Górski” spółki PKP Intercity na trasie Rzeszów–Szczecin[40].
- 26 lutego 2020 Poczta Polska wyemitowała w nakładzie 1 miliona sztuk upamiętniający Kazimierza Górskiego znaczek pocztowy o nominale 4 złotych[41].
- 3 marca 2021 Kazimierz Górski został patronem Szkoły Trenerów PZPN w Białej Podlaskiej. Do tego wówczas odsłonięto tablicę poświęconą patronowi szkoły[42].
- 10 października 2021 Kazimierz Górski został patronem Stadionu Narodowego w Warszawie[43].
- 9 listopada 2021 na budynku przy ulicy Madalińskiego 49/51 w Warszawie, odsłonięto mural mu poświęcony[44].